# ウルトラマンガイア ガイアよ再び
『ウルトラマンガイア ガイアよ再び』（ウルトラマンガイア ガイアよふたたび）は円谷プロダクション製作のオリジナルビデオ作品。特撮テレビ番組『ウルトラマンガイア』の最終回後のストーリーである。「ガイアよ再び」という文字はOPタイトルではなく、サブタイトルとして表記されている。2001年3月25日発売。

## 概要
『ウルトラマンティガ外伝 古代に蘇る巨人』『ウルトラマンダイナ 帰ってきたハネジロー』とともに制作された平成ウルトラシリーズのオリジナルビデオ作品の1本。『ティガ外伝』の制作決定時に円谷プロダクション社長の円谷一夫から『ダイナ』と『ガイア』もオリジナルビデオを制作することが提案され、円谷の後押しにより八木毅が監督に起用された。脚本はテレビシリーズでメインライターを務めた小中千昭が担当。
物語は番組終了からの時間経過と主人公である高山我夢・藤宮博也の成長をシンクロさせることを意図している。小中はウルトラマンを再登場させることへの設定上の制約が少ないことや制作現場の雰囲気が継続していたことなどから、本作品が一番復活させやすい作品であったと述べている。
制作は3作品の中で最後発であったため、プロデューサーの小山信行はスケジュールが切迫していたことを証言している。
テレビシリーズでは1度しか出番のなかったチーム・マーリンが再登場する。

## あらすじ
根源破滅天使ゾグを倒し、ウルトラマンとしての戦いを終えた我夢は学生生活に戻り、藤宮は地球怪獣を守るためにG.U.A.R.D.の攻撃作戦を妨害し追われる身となっていた。
ある日、我夢は海底調査のためにXIGに呼び戻され、逃亡中の藤宮の前には不思議な少女が現れるが、やがて海底から怪獣が再び出現する。2人は再びエスプレンダーとアグレイターを使いガイアとアグルに変身し、新たなる敵に立ち向かう。

## 登場怪獣
根源破滅海神 ガクゾム
リナールの世界から「光」を奪っていた、根源的破滅招来体の生き残り。実体化直前は不定形の「闇」そのものの姿であるが、その状態でもセイレーン7500のマーリン・ブラスト砲を無効化するほどの強さを誇る。地球全体を海底と同様闇の世界に塗り込めようと企む。
武器は頭部や両腕から発射する破壊光弾。体内へバイアクヘーを取り込むことで背中の鰭を開き、両腕を鎌状に変形させ、ガクゾム（強化体）となる。合体後は胸部で敵の光線を吸収し撃ち返す能力を持つ。
最後はガイアSVのフォトンエッジを吸収し撃ち返そうとする直前に、ガイアのフォトンストリームとアグルのフォトンスクリューの同時攻撃フォトンスクエアを受け、そのエネルギーを吸収しきれず爆散・消滅した。
- 破滅招来体の共通項である赤、青、金を入れている。
- 造形物はスーツのほか、爆発用人形も製作された。着ぐるみは『ウルトラマンコスモス』に登場したカオスエリガルに改造された。

根源破滅飛行魚 バイアクヘー
海のワームホールより大群で現れたガクゾムの眷属ともいうべき小型の怪獣。飛魚のような姿だが、水中だけでなく空も飛行することができる。胸鰭を鎌状に変形させて武器としても用いる。梶尾によると鼻先が弱点らしい。大群で空中を飛行することでG.U.A.R.D.戦闘機を全滅させるほどの力がある。
ガクゾムがウルトラマンアグルに追い詰められた際には、アグルに取り付いてエネルギーを奪い取り、さらに無数の個体がガクゾムと融合し、ガクゾム（強化体）へと変化させた。
- デザイン画では、ローザンという名称であった。魚がモチーフで、腕と羽を付けている。

深海生命体 リナール
水深8,000メートルのセレファス海溝に海底都市を築いていたプランクトンに似た知的生命体。ガクゾムの襲来により滅びかけたため、人類に助けを求めた。藤宮の前にはメリッサという少女の姿で現れ、パワーを失ったアグレイターに光を注ぎ、藤宮を再びアグルに変身させた。また同じくパワーを失ったエスプレンダーにも光を注ぎ、我夢を再びガイアへと変身させる。
彼らの住む海底都市は照明を点けていると視認できないが、照明を消すとはっきりとその全貌が見える。
- デザイン画では、ヴィーという名称であった。CG前提のデザインにしている。

甲殻怪地底獣 ゾンネル
以前出現したゾンネルと同個体と思われる怪獣。謎の怪現象の影響でアメリカのウェスト・コーストから再び姿を現す。G.U.A.R.D.地上部隊に攻撃されてしまうが、実はガクゾムやバイアクヘーの襲来を恐れての出現だった。

- 映像はテレビシリーズからの流用。

## キャスト
- 高山我夢：吉岡毅志
- 藤宮博也：高野八誠
- 石室章雄：渡辺裕之
- 堤誠一郎：宇梶剛士
- 米田達彦：賀川黒之助
- 梶尾克美：中上雅巳
- 横谷勝歳：庄司哲郎
- 今井源太郎：入沢宏彰
- 巌均吾：横山尚之
- 北田靖：長谷川勝彦
- 神山篤志：権藤俊輔
- 佐々木敦子：橋本愛
- ジョジー・リーランド：マリア・テレサ・ガウ
- 吉井玲子：石田裕加里
- メリッサ：ジャスミン・アレン
- ジェレミー・スピノザ：ジャック・ウッドヤード
- サトウ：奥本東五
- マコト：西嶋大明
- ナカジ：加々美正史
- カタヤマ：下村彰宏
- タカハシ・ミカ：東野佑美
- らくだ便の清水：清水一哉
- 涼子：須賀久子
- 祥子：大西千鶴
- 麻梨：阿部和
- 絵美：水町仁美
- 稲川素子事務所
- 放映プロジェクト
- 早川プロダクション

### 声の出演
- PAL：神谷浩史

### スーツアクター
- ウルトラマンガイア：中村浩二
- ウルトラマンアグル：清水一哉
- ガクゾム：森英二

## スタッフ
- 製作：円谷一夫
- 監修：高野宏一
- 企画：満田かずほ、川城和実（バンダイビジュアル）
- プロデューサー：小山信行、河野聡（バンダイビジュアル）
- 脚本：小中千昭
- 文芸協力：江藤直行
- 美術デザイン：小出憲、寺井雄二
- 音楽プロデューサー：玉川静
- 音楽：佐橋俊彦
- 撮影：倉持武弘
- 照明：佐藤才輔
- 助監督：石川整、近藤孔明
- 録音：細井正次
- 操演：上田健一
- 擬闘：高橋伸稔
- キャラクターデザイン：丸山浩
- イメージボード：奥山潔
- 編集：佐藤康雄、冨永美代子
- VFXスーパーバイザー：田代定三
- プロデューサー補：表有希子、高野仁志（バンダイビジュアル）
- 監督・特技監督：八木毅
- 製作：円谷プロダクション、バンダイビジュアル

## 音楽
主題歌
オープニングテーマ「ウルトラマンガイア!」
作詞：康珍化 / 作曲：松原みき / 編曲：大門一也 / 歌：田中昌之&大門一也
エンディングテーマ「Beat on Dream on」
作詞：小室みつ子 / 作曲：井上大輔 / 編曲：須藤賢一 / 歌：菊田知彦

## 映像ソフト化
- VHS（セル、レンタル共通）が2001年3月25日に発売。
- DVD（セルのみ）が2001年7月25日発売。
- 未公開シーンを追加した完全版DVDが2004年11月26日に発売。
- 2007年11月26日発売の『ティガ ダイナ ガイア メモリアルボックス ザ・ファイナル』および2016年2月24日発売の『ウルトラマンガイア Complete Blu-ray BOX』には完全版が収録。